# Hygrobiella laxifolia
Hygrobiella laxifolia là một loài rêu tản trong họ Cephaloziaceae. Loài này được (Hook.) Spruce miêu tả khoa học lần đầu tiên năm 1882.